# Olejovice
Olejovice (německy Ölstadtl) byla obec na území nynějšího vojenského újezdu Libavá v Oderských vrších (subprovincie pohoří Nízký Jeseník) v okrese Olomouc v Olomouckém kraji. Obec zanikla po roce 1946.

## Historie
Obec ležela u silnice z Města Libavé do Lipníku nad Bečvou na svahovitém katastru nedaleko řeky Odry v nadmořské výšce 560 metrů. Vznikla ve druhé polovině 15. století. Už v letech 1535 a 1545 je ovšem vedena jako pustá ves pod jménem Olstat. V roce 1581 byla obnovena. České jméno Olejovice vzniklo koncem 19. století mylným převodem německého Ölstadt, což byla nářeční podoba původního Altstadt ("Staré město"). Obecní katastr byl nejmenší a nejchudší ze všech libavských obcí, nadřízené úřady měly Olejovice v Městě Libavá. V obci byl mlýn v osadě Olejovický Mlýn, dále záložna, hasičský spolek a podobně jako v ostatních libavských obcích zde působil i spolek „Deutscher Kulturverband“ aj. Obecná škola v obci působila od roku 1789, nová budova školy byla postavena roku 1854. Filiální kaple sv. Jana Nepomuckého byla vystavěna roku 1830 z daru 800 zl. místního rodáka Franze Schwartze, malíře a natěrače působícího v Olomouci. Obec byla zničena po vysídlení německého obyvatelstva z Československa v roce 1946 a následném vzniku vojenského prostoru.
| Rok            | 1835 | 1900 | 1921 | 1930 |
| -------------- | ---- | ---- | ---- | ---- |
| Počet obyvatel | 184  | 173  | 164  | 163  |
| Počet domů     | 28   | 30   | 34   | 32   |

## Dnešní stav
Zbytky obce jsou zarostlé v listnatém lese, ruiny budov jsou však dobře patrné, stejně jako kaskáda rybníků. I po půlstoletí je patrné, že domy nezničil zub času, ale dělostřelectvo. Zřetelné jsou zbytky kostela, zemědělských stavení, zachovaly se dvě studny a zbytky kapličky. V místě se nachází mnoho stop po pobytu sovětské armády: nápisy, konzervy a zbytky vypálené munice.

## Další informace
Západně od Olejovic se nachází Součinnostní střelnice Velká Střelná.
Místo je obvykle veřejnosti nepřístupné, ale jedenkrát ročně může být místo a jeho okolí přístupné veřejnosti v rámci cyklo-turistické akce Bílý kámen.

## Galerie

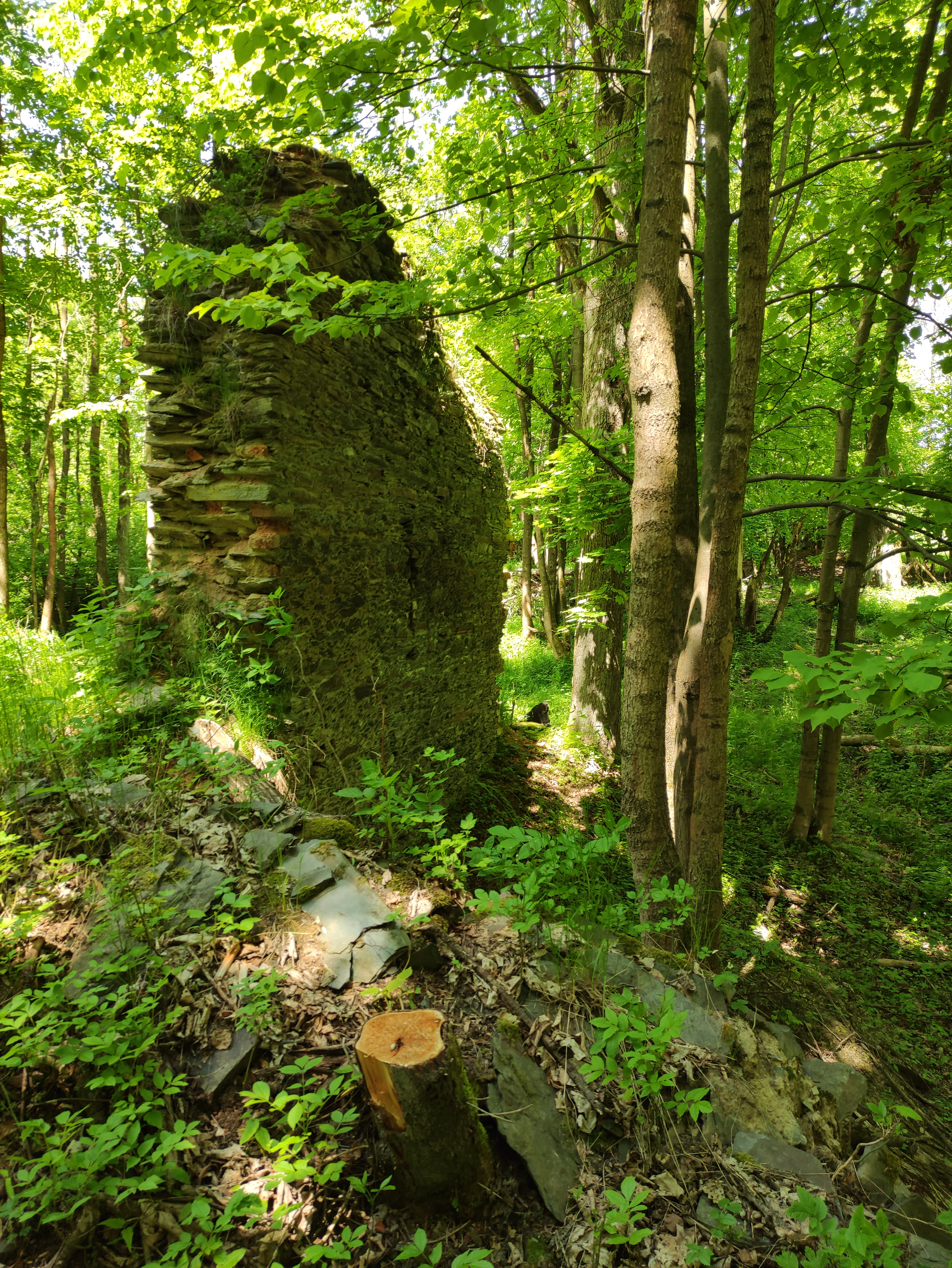
kostel
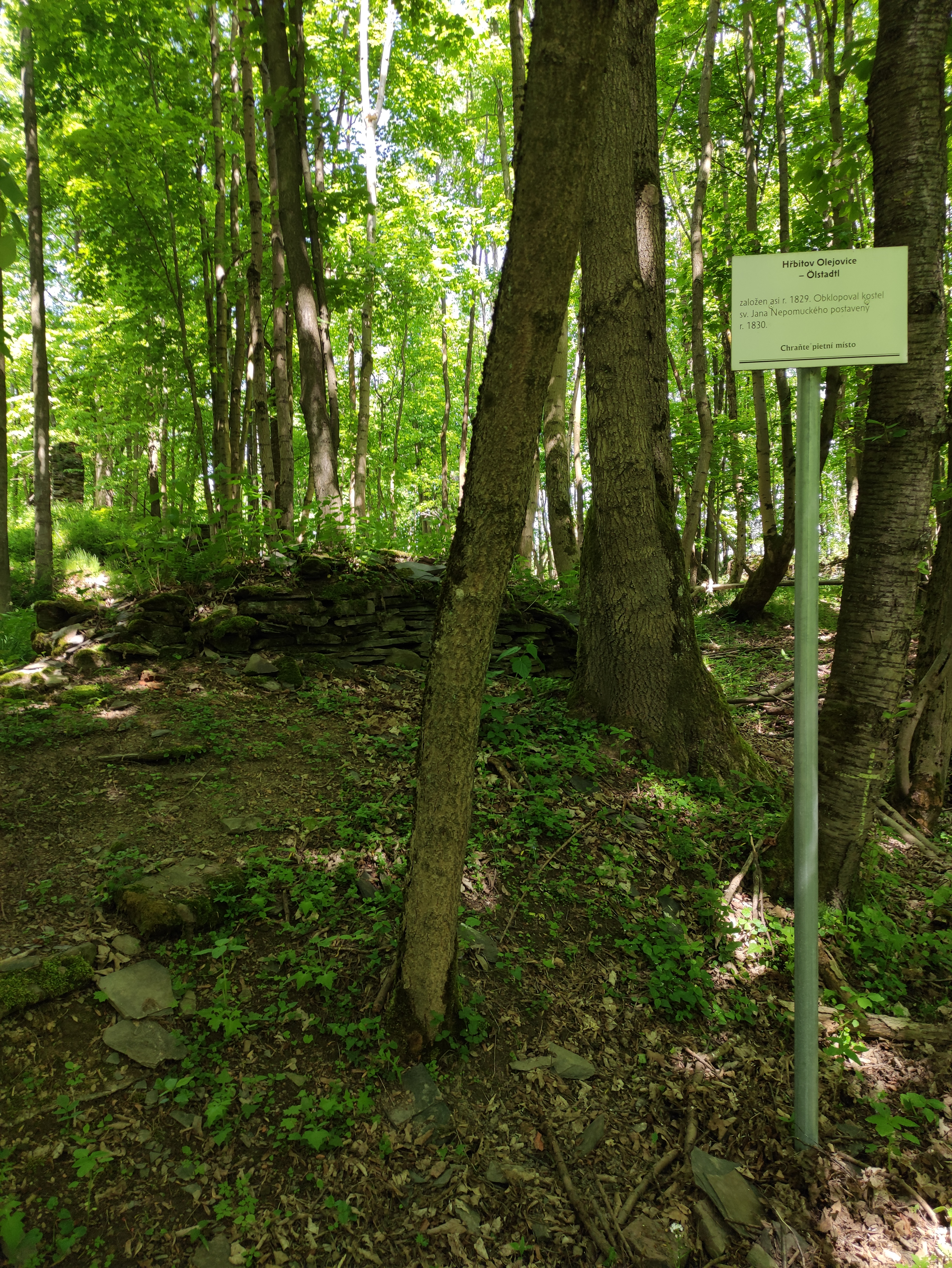
hřbitov
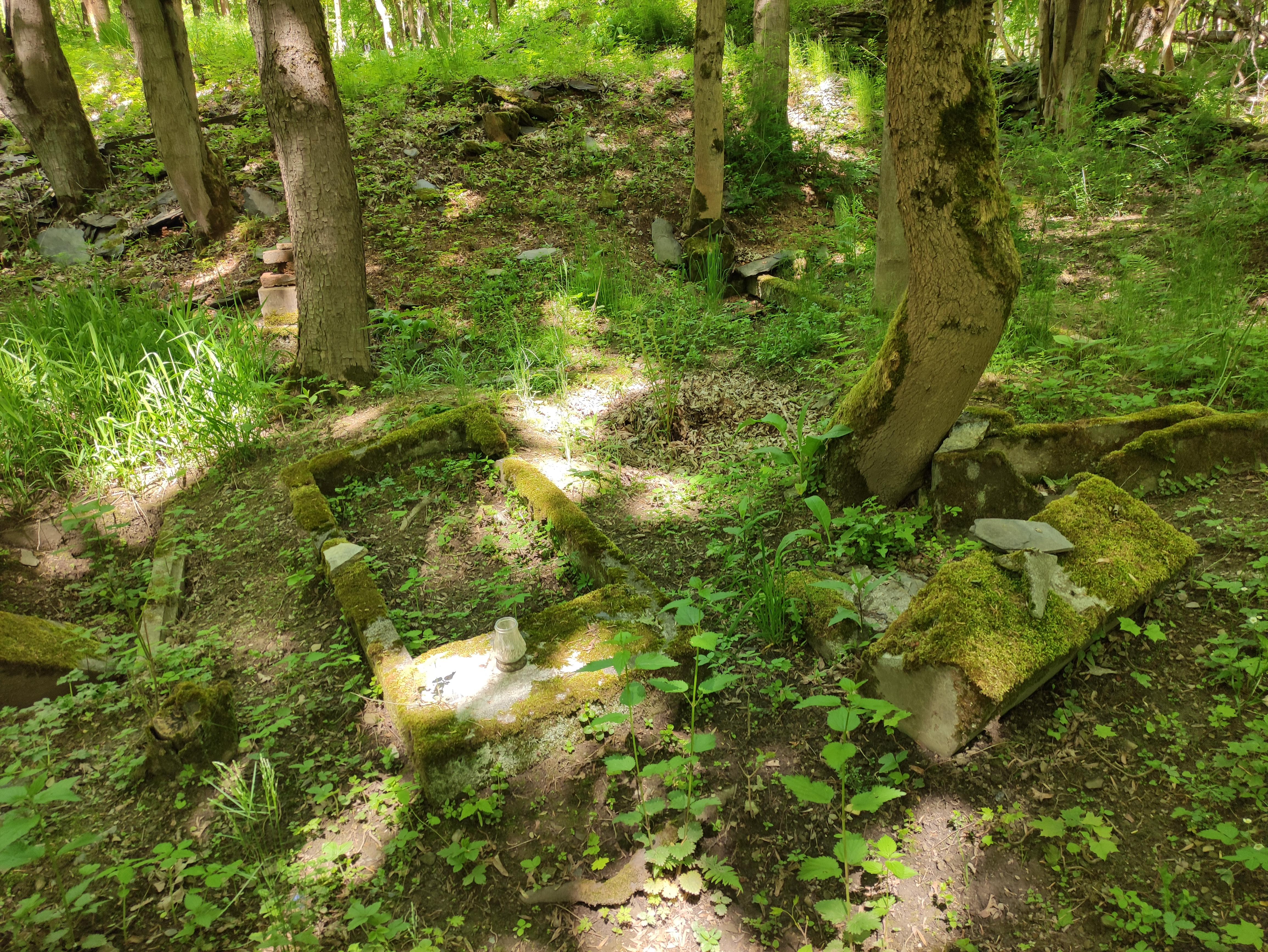
hřbitov
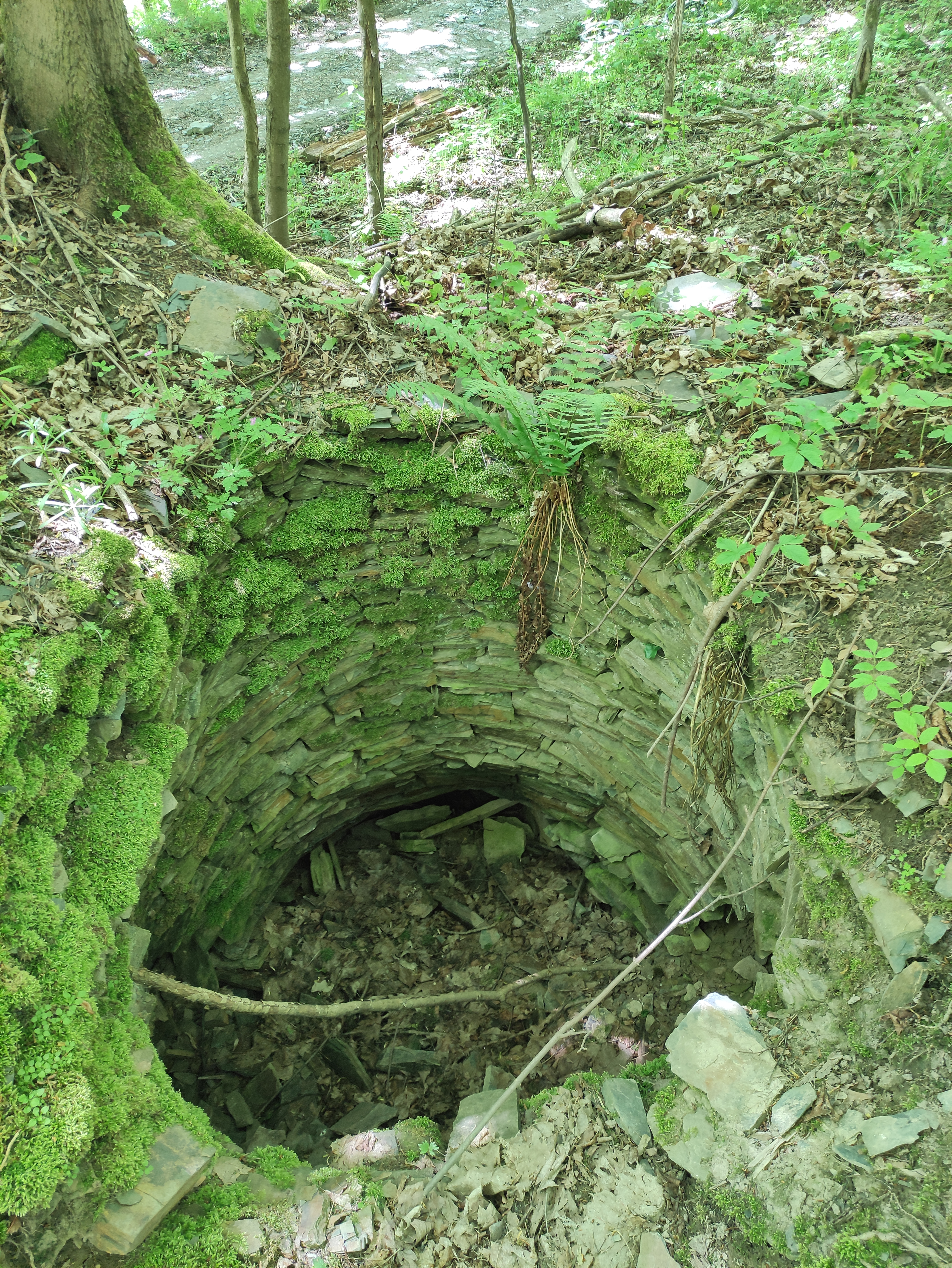
studna u kostela
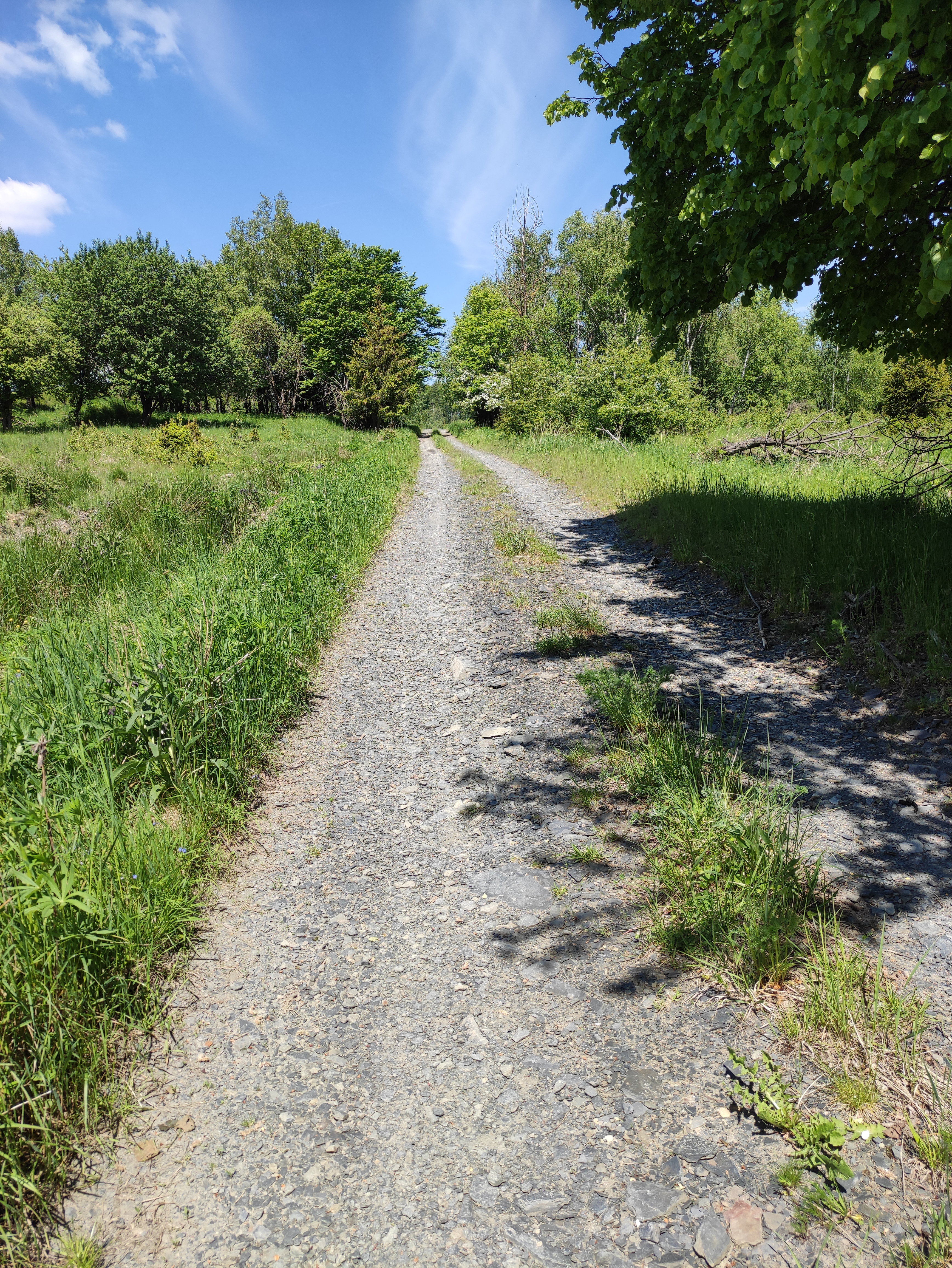
cesta do Města Libavá
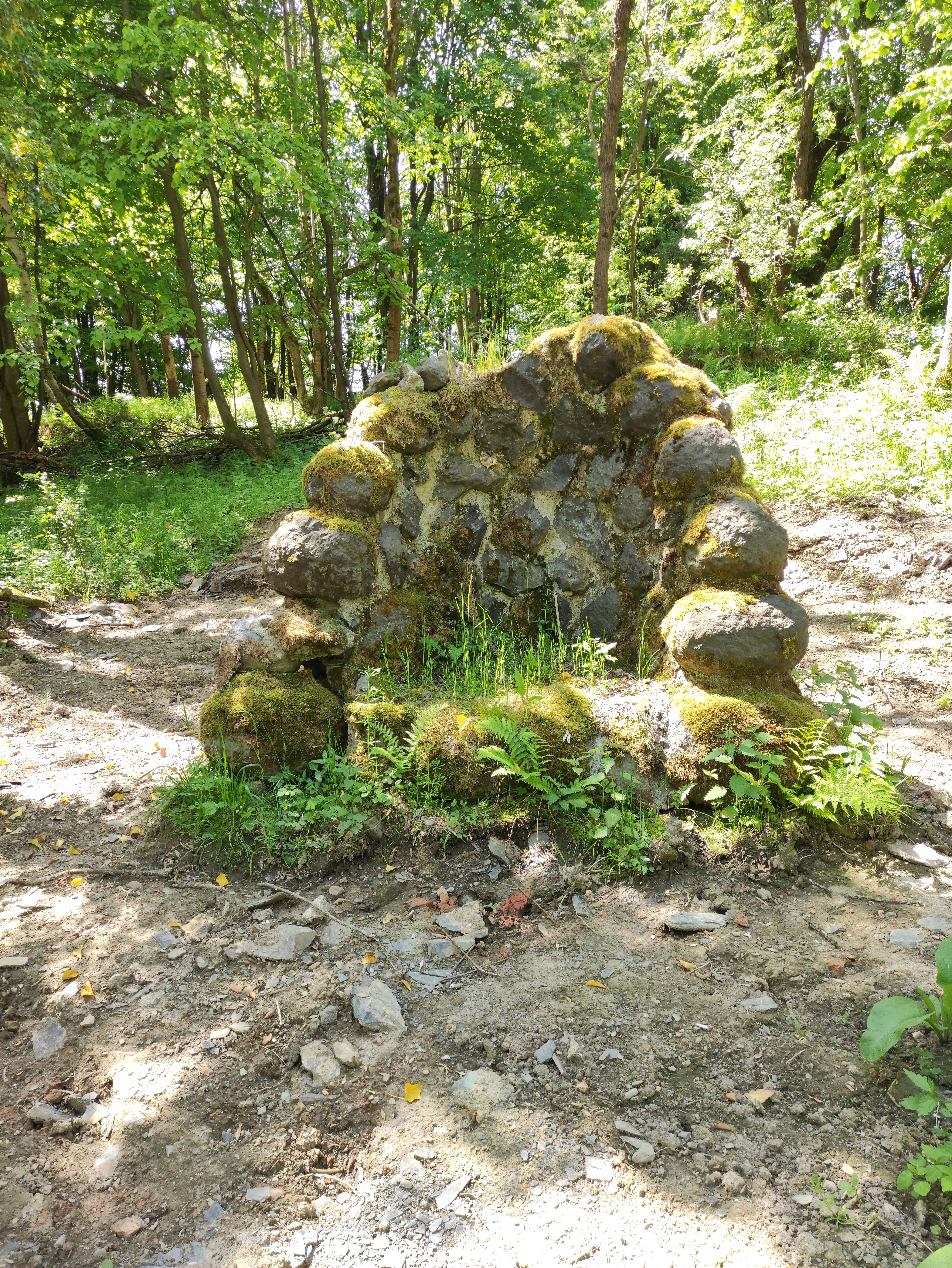
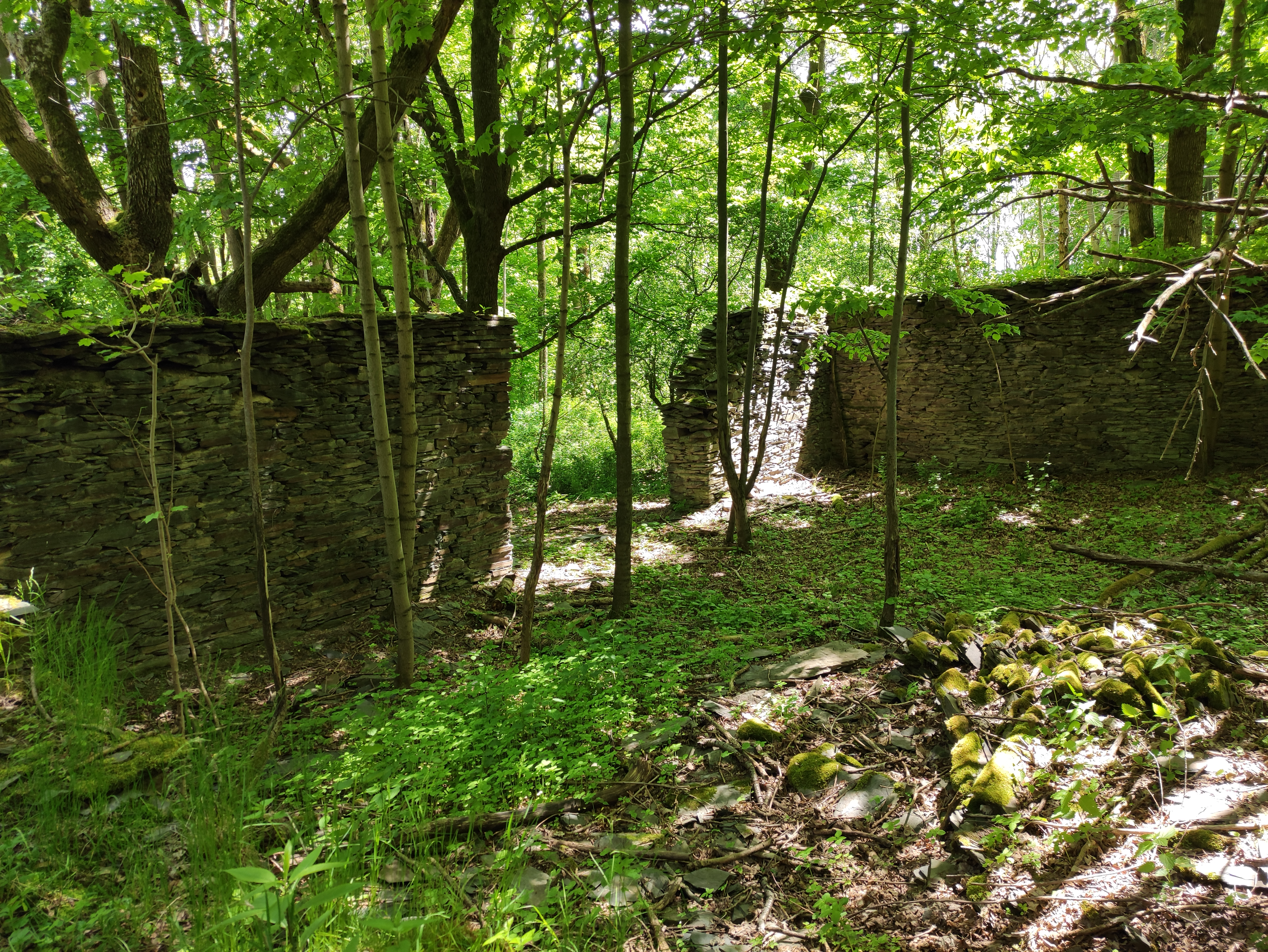
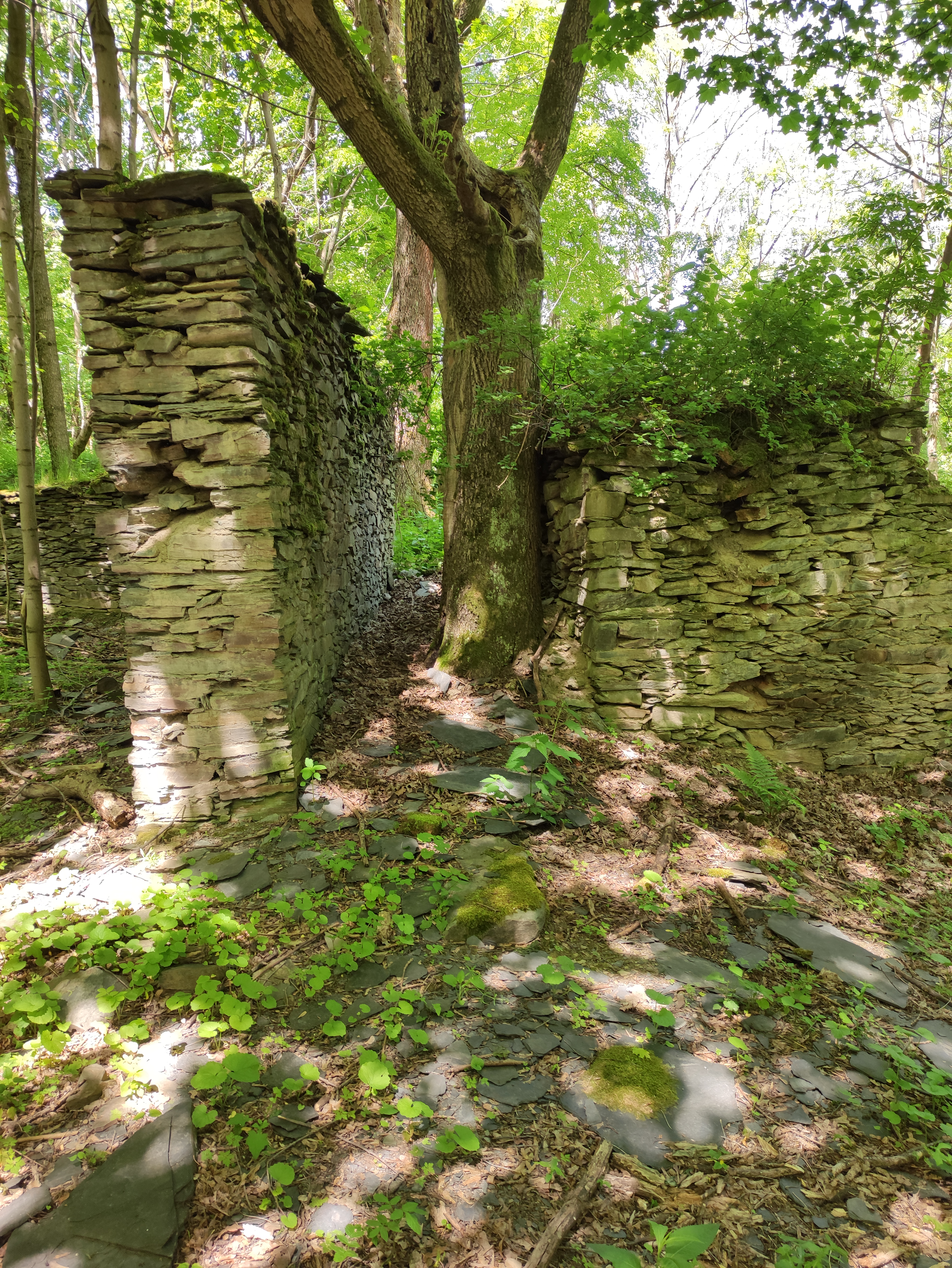